# کارآزمایی دریایی

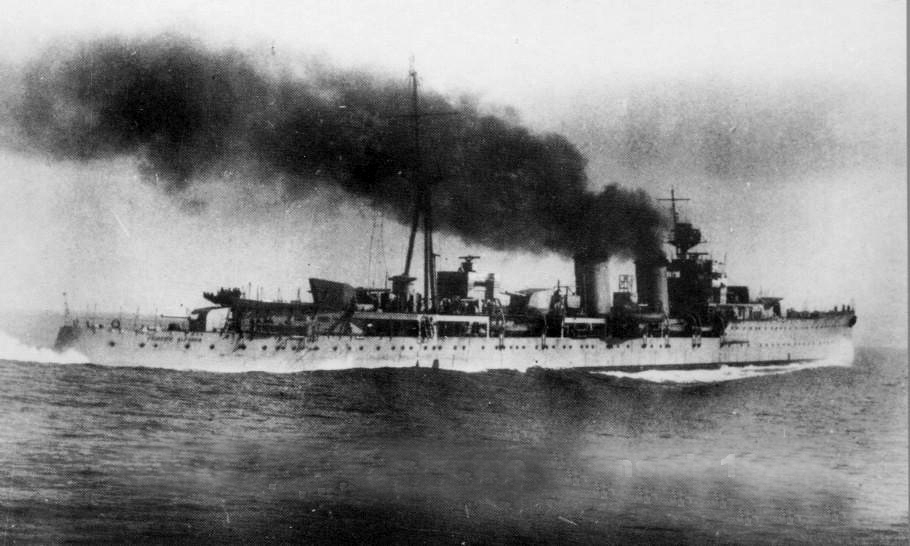
نمایی از رزم‌ناو سبک اسپانیایی Principe Alfonso، که عملیات کارآزمایی دریایی خود را در سال ۱۹۲۷ انجام داد.

کارآزمایی دریایی (Sea trial) دوره آزمایشی یک شناور (شامل قایقها، کشتی‌ها و زیردریایی‌ها) است. این دوره توسط ملوانها به اصلاح "shakedown cruise" خوانده می‌شود. معمولاً این دوره آخرین مرحله ساخت است و در دریا صورت می‌گیرد و می‌توانند از چند ساعت تا چندین روز طول بکشد.